# 존 허즈펠드
존 허츠펠드(John Herzfeld, 영어 발음: /ˈhɜːrtsfɛld/, 1947년 4월 15일 ~ )는 미국의 영화 및 텔레비전 감독, 각본가, 배우, 프로듀서이다. 그의 장편 영화로는 환상의 듀엣, 48시간의 킬링 게임, 15분, 바비 Z의 삶과 죽음 등이 있다.
1947년 4월 15일 뉴저지주 뉴어크에서 태어났으며 뉴저지주 웨스트오렌지에서 자랐다.

## 참여 작품

### 영화
- 데스 위시 (1974년 영화)
- 캐논볼 (1976년 영화)
- 환상의 듀엣
- 코브라 (1986년 영화)
- 48시간의 킬링 게임
- 15분
- 바비 Z의 삶과 죽음
- 더 타겟